# Commanderie de Beauvais-en-Gâtinais
Pour les articles homonymes, voir Beauvais et Gâtinais.
Beauvais-en-Gâtinais est une ancienne maison de l'ordre du Temple puis une commanderie de l'ordre de Saint-Jean de Jérusalem sur l'actuelle commune de Grez-sur-Loing.

## Présentation
Sur la commune de Grez-sur-Loing se situait la commanderie de Beauvais-en-Gâtinais. On ne retrouve pas de trace au-delà de la seconde moitié du XIIIe siècle même si les Templiers y avaient des biens depuis longtemps. Les noms de quatre commandeurs Templiers connus étaient : 1260 frère Simon, 1273 frère Thibaut, 1289 frère Raoul, 1299 frère Pierre Gaude.

## Description
Le domaine était assez important pour que soit établie une maison de l'Ordre. La maison du Temple de Beauvais-en-Gâtinais était située sur le chemin conduisant à Villiers-sous-Grez. Elle était constituée d'une habitation pour le Commandeur, d'une ferme et d'une chapelle dédiée, d'abord à saint Éloi, puis à saint Jean quand la commanderie devint possession des Hospitaliers, où l'on disait trois messes par semaine. Aujourd'hui, il ne reste que des caves et un puits.

## Commandeurs templiers
| Nom du commandeur  | Dates |
| Frère Simon        | 1260  |
| Frère Thibaut      | 1273  |
| Frère Raoul        | 1289  |
| Frère Pierre Gaude | 1299  |

## Possessions
La commanderie possédait aussi une maison à Nemours, rue du Château et avait à Fromonville un fief appelé le fief des Rogeats.  
Les membres de la commanderie au temps des hospitaliers étaient les maisons et seigneuries : 
- de Blomont,
- de Bonneveau,
- de Tremainville,
- de La Coudre, dans la paroisse de Larchant,
- La terre de Jacqueville, échangée ensuite contre celle de Maurepart,
- La maison de l'Hôpital de Fourche / Fourches-en-Gâtinais[1], commune du Vaudoué
  - Ancienne commanderie templière: « Domus Templi de Furchis Senonensis diocesis ; de Furcas in Gastinesio »[2]
- La maison et seigneurie de Fargeville dans la paroisse d'Aufferville,
- La maison et fief des Charbonnières,
- La terre et seigneurie de La Gerville,
- La maison du Temple de Dormelles avec ses dépendances,
- Les maisons de Château-Landon, et le domaine de La Brosse.

Tous ces biens sont d'origine templière sauf Château-Landon.

## Descriptions des possessions
D'après Eugène Mannier, Ordre de Malte : Les commanderies du grand-prieuré de France d'après les documents inédits conservés aux Archives nationales à Paris, Aubry & Dumoulin, 1872 (lire en ligne), p. 94-102:

Blomont :

C'était un fief acquis au XIIIe siècle auprès d'un seigneur de Beaumont comme en témoignent des lettres-patentes du roi Louis, de l'année 1265, approuvant et confirmant la vente.
Bonneveau :

Autre fief, dans la même paroisse de Larchant, consistant en une ferme et 200 arpents de terre.  Il  était situé sur le chemin de Nemours à Guercheville et était constitué pour partie de l'ancien domaine de Blomont et pour partie d'une donation faite aux Templiers en 1247,  par Erraut de Grès.

La ferme n'existait plus au XVIIe siècle. Les terres étaient affermées. 
Trémainville :

Troisième fief sur Larchant, au sud de Bonneveau d'après la carte de Cassini. C'était un petit domaine qui fut donné aux Templiers, à la fin du XIIIe siècle, par le seigneur du lieu. D'après l'official de Sens datant de juin 1289, Gaudefroy de Trémainville a légué au Temple sa maison et son terrain occupé par les vignes situé près de Trémainville ainsi que son fief de 12 arpents de terres cultivables.

Ce fief, par suite de la destruction de la maison, fut réuni au XIVe siècle au domaine de la commanderie.
Subsistent les ruines de ce fief en plein champ entre Tremainville et Bonnevault, certaines arches sont encore observables ainsi que l'enceinte du bâtiment. 
La Coudre :

Quatrième fief que les Templiers possédaient à Larchant et qu'ils avaient acheté au XIIIe siècle, à un nommé Jean de La Coudre, bourgeois d'Yèvre-le-Châtel, près de leur maison. La maison était située près de la route de Paris à Lyon, non loin de Verteau. Elle n'existait plus en 1640. 
Jacqueville et Maurepart :

Après la chute des Templiers, l'ordre de l'Hôpital Saint-Jean-de-Jérusalem avait pris possession de la terre et seigneurie de Jacqueville, située à une lieue de Larchant. Les chevaliers du Temple l'avaient acquise en 1262 et 1264 à Jean, seigneur de Jacleville, et d'Isabelle.

En 1475, messire Jean Boulanger, chevalier, chambellan du Roi et premier président au parlement de Paris, proposa au prieur de la langue de France d'échanger la terre de Jacqueville contre celle de Maurepart, qu'il offrait de céder à l'Hôpital.

La maison de Maurepart ne devait pas être éloignée de  La Chapelle-la-Reine. Elle fut démolie au XVIe siècle; il n'en resta plus que les terres qui étaient affermées avec les droits seigneuriaux, en 1640 - 400 livres, en 1757 - 575 livres. 
Fourche  : [L'auteur n'avait pas connaissance des documents prouvant l'origine templière de cette maladrerie]

On ne connaît pas l'origine de ce domaine qu'on nommait, au XVIe siècle, l'Hôpital de Fourche et qui appartenait alors à la paroisse du Vaudoué. Il était constitué d'une maison avec chapelle dédiée à saint Blaise, et dont les terres, au nombre de plus de 500 arpents, jouxtaient celles de la seigneurie de Maurepart, sauf pour une partie qui se trouvait dans la vallée de Chanlay.

Le Commandeur avait toute justice, haute, moyenne et basse, dans l'étendue de son domaine.

La maison de Fourche était en ruine au commencement du XVIIe siècle et ne fut point réparée. Jean de Midorge, commandeur de Beauvais, permit en 1624, à un frère ermite de l'Ordre de Saint Antoine, du nom de Julien Bardenne, de bâtir près de la chapelle encore debout, une petite maison pour s'y retirer. Il dépendait de l'Hôpital de Fourche, au XVe siècle, situé au lieu appelé Le Bouys. La maison du Bouys fut rebâtie en 1480, mais disparut de nouveau au XVIIe siècle. Les terres de Fourche et de Bouys réunies étaient affermées, avec les droits de justice et de seigneurie : en 1640 - 790 livres, en 1757 - 1 020 livres, outre la charge de faire dire une messe tous les jeudis dans la chapelle de Fourche.  
Fargeville :

Cette terre et seigneurie appartenait au célèbre Gauthier de Nemours, maréchal de France, lorsqu'elle fut vendue vers le milieu du XIIIe siècle à la maison du Temple de Beauvais en Gâtinais. Gauthier de Nemours et Alice, sa femme, avaient cédé tout ce qui leur appartenait dans la paroisse d'Aufferville et qui constituait la terre de Fargeville, plusieurs fiefs et arrière-fiefs. Ces fiefs étaient connus sous les noms :
- du Petit-Fregeville ou du Chatenoy,
- de la Pointe,
- de Rigaut-Larcher,
- de la Vache,
- du Petit-Buisson près de Guercheville.

Il faut encore ajouter au nombre de ces fiefs celui de Lormoy, autrement dit de la Maison-Rouge.
Les Charbonnières :

Ce domaine était autrefois de la justice de Bouchereau paroisse de Remauville. 
La maison et les terres des Charbonnières faisaient partie des biens qui furent donnés au XIIIe siècle à l'ordre du Temple, par Gauthier de Nemours. 
Lagerville :

On écrivait autrefois La Gerville. Cette terre était à une lieue de celle des Charbonnières. Elle avait été donnée aux Templiers à la fin du XIIIe siècle. Le donateur était Mathieu le Chambellan. Dans ses lettres de l'année 1288, du vendredi après la Saint-Michel, il déclarait qu'en raison de la très grande affection qu'il avait toujours portée aux frères de la chevalerie du Temple, il leur avait donné tout ce qu'il possédait à Lagerville.
Dormelles :

Les Templiers étaient établis à Dormelles au commencement du XIIIe siècle. À la fin du XIIIe siècle, les Templiers ajoutèrent à leur maison de Dormelles, la terre et seigneurie de Ville-Saint-Jacques qui la jouxtait. Ils venaient de l'acquérir de Jean de Digny chevalier et d'Isabelle, sa femme, de Philippe de Saint-Jean et de Guillaume de Voys, official de Rheims, par différents actes des années 1284, 1287 et 1293. 
Ils réunirent à Dormelles :
- le fief de La Grange dans la paroisse de Villecerf,
- la terre et seigneurie de Grattereau

Mais ils n'en jouirent que quelques années, car elle n'avait pas été amortie par le seigneur du fief dans lequel elle se trouvait.

Au XVe siècle, la maison de Dormelles souffrit beaucoup des guerres qui régnaient dans le pays. Les Hospitaliers à qui elle appartenait reconstruisirent les bâtiments, en ruine. On la retrouve plus tard abandonnée et inhabitable. Elle avait entièrement disparu au XVIIe siècle. La chapelle seule restait et on y disait encore la messe trois jours par semaine. C'est alors que Messire Lefebvre de Caumartin, conseiller d'État et intendant des Finances, proposa à MM. de la Langue de France, d'acheter les terres et seigneuries de Dormelles et de Ville-Saint-Jacques. 
Château-Landon :

Les chevaliers de Saint-Jean de Jérusalem avaient, au XIIIe siècle, une maison qui dépendait de leur hôpital de Pilvernier. Cette maison, située dans la rue Saint-Pèlerin jouxtant la ruelle dite la Quatresse, leur avait été donnée par un nommé Adam de Lalleu, bourgeois de Château-Landon par des lettres expédiées de Sens, en l'an 1278. 
Les Templiers avaient une autre demeure dans la même ville, appelée la Maison de La Barre, qu'ils avaient achetée en janvier 1290, au chevalier Robert Gaingnart, pour le prix de 106 livres paris. Ils possédaient, en outre, un fief (dit de Bethléem et de Montfort) dans la paroisse de Notre-Dame de Château-Landon, rapportant du cens et des rentes foncières.

Les maisons furent aliénées. Au XVIIe siècle, il ne restait que le fief, dont le commandeur de Beauvais percevait les revenus.
La Brosse :

C'était un petit domaine qu'on nommait l'Hôpital de la Brosse, sous la paroisse d'Héricy (Seine-et-Marne). Il se composait d'une maison et d'une quarantaine d'arpents de terre. Le domaine était situé sur le chemin de Barbeau, entre la ruelle d'Herici à Lericy et celle conduisant à Machault.

Le revenu de La Brosse en 1642, s'élevait à 120 livres. La maison ayant été démolie, les terres furent données à cens et rentes perpétuelles. La commanderie de Beauvais eut aussi beaucoup à souffrir des guerres du XVe siècle.